# Приђи ближе
Приђи ближе је српска телевизијска серија из 2010. године коју је реализовала Редакција дечјег и школског програма РТС-а у сарадњи са Министарством рада и социјалне политике Републике Србије под надзором Програма Уједињених нација за развој (УНДП), уз финансијску помоћ Европске комисије.
Серија "Приђи ближе" је прва домаћа серија која је рађена по, у свету познатој и признатој методологији едукације, кроз забаву (EE - Education Entertainment).

## О серији
У 16 епизода од по 45 минута приказане су догодовштине ученика једне београдске гимназије и то како на њихово тражење идентитета реагују професори и родитељи.

## Радња
Радња серије "Приђи ближе" врти се око тинејџерке Теодоре Протић, зване Беба. Бебини вршњаци замишљају да су одрасли и форсирају је да и она сазри, односно да им се прилагоди. Родитељи би пак хтели да она заувек остане њихова мала девојчица. Понета жељом да освоји Алексу, главног фрајера у одељењу, Беба ће направити низ лоших процена, изазвати забринутост родитеља и успети да превиди једну искрену љубав. Истовремено се са проблемима озбиљнијим него што би требало да их има особа његових година, суочава Бебин школски друг Зека.

## Ликови
Теодора - Беба Протић има 16 година и ученица је одељења II 3 једне београдске гимназије. Заштићена од стране родитеља и најбољих другарица Ање и Тике, Беба је помало наивна и свакако неспремна да се ухвати у коштац са обрасцима "зрелог" понашања.
Михаило - Зека Ракић није типичан представник своје генерације. Оставши рано без оца, са болесном мајком и неодговорним старијим братом, Зека је приморан да сазри пре времена и да зарађује за живот.
Алекса Вуковић има богате родитеље, заљубљен је у самог себе, не може да издржи цео дан у истој одевној комбинацији, а слично стоје ствари и с девојкама.
Момчило Протић Мома, бебин отац, човек који пролази кризу средњих година, при том нема посао и узнемирен је открићем да је његова ћерка Беба већ довољно одрасла да има дечка.
Љубица Протић, Бебина мајка, подједнако организовано приступа свом послу у апотеци и породичном животу.
Марко Арсић професор је српског језика и књижевности и разредни старешина II 3. Изгледа резервисано, али га то не спречава да са великом посвећеношћу предаје свој предмет и несебично се залаже за сваког ученика свог одељења.
Професорке биологије Миљане Цветић која мисли да ће неформалним односом са ученицима придобити њихову наклоност.
Христина Ђорђевић Тика и Ања Јовановић најбоље су Бебине другарице.
Злонамерна и љубоморна Лара Станковић и њена претерано амбициозна мајка Зорица.
Дејан Ракић Деки одбија да одрасте и прихвати одговорности. Несвршени студент, несавесни радник, повремени коцкар, жељан лаке зараде и лагодног живота, не либи се да своје обавезе пребаци на млађег брата Зеку.
Ненад Милић Паша бивши је муж Љубичине сестре и Момин најбољи друг. Отац је Вишње, будуће модне креаторке.
Ту су још: строга професорка географије, са патриотским ставовима на граници национализма, Радмила Кијача, конзервативни професор физичког и сувласник кладионице Велисављевић и школски полицајац Милкан, чије поштовање институција и ревносно одржавање дисциплине знају да буду комични, будући астрофизичар Никола Соврлић Сова, фудбалер Огњен Миливојев Оги, фенсерка Ива Јаковљевић, одељењски мудрац Стефан Исаковић, мушкарача Анђела Оклобџија, мистериозна Кубанка Викторија Јовановић, мирољубиви Нурудин Ибрахимовић Нуне, свађалице Јован Кисић и Јована Солдатовић, дежурни редар Растко Аџић Раша, вечито заљубљени Бранко Тешић Бане, будући певач народне музике Здравко Томић , политички ангажована Исидора Костић, весела Тијана Лекић, дежурни спавач Душан, рокерка Тамара, заводљива Јелена, жестоки момци Чуки и Мире, балерина Нађа, ватерполиста Страхиња и коментаторке дешавања Милена и Јана.

## Улоге
| Глумац                 | Улога                     |
| ---------------------- | ------------------------- |
| Јована Андрић          | Беба                      |
| Оливера Бацић          | Ања                       |
| Теодора Славински      | Тика                      |
| Милош Јовић            | Зека                      |
| Милан Чича             | Алекса                    |
| Анђела Белошевић       | Викторија                 |
| Јован Гулан            | Сова                      |
| Нина Нешковић          | Лара                      |
| Мина Смиљанић          | Ива                       |
| Давид Јутрша           | Оги                       |
| Растко Дамјановић      | Раша                      |
| Бојана Грбин           | Анђела                    |
| Драган Маријанац       | Нуне                      |
| Маркоо Младеновић      | Бане                      |
| Лазар Булатовић        | Стефан                    |
| Тијана Поповић         | Тијана                    |
| Ања Мит                | Јована                    |
| Ђорђе Филиповић        | Јован                     |
| Божидарка Проле        | Исидора                   |
| Данило Петровић        | Здравко                   |
| Слободан Ристић        | Душан                     |
| Драгана Мићаловић      | Јелена                    |
| Стефан Радоњић         | Чуки                      |
| Мирослав Ђурђевић      | Мире                      |
| Ивана Руљевић          | Тамара                    |
| Александра Пантић      | Вишња                     |
| Јелена Лазић           | Нађа                      |
| Катарина Јанковић      | Милена                    |
| Стефана Зечевић        | Јана                      |
| Дејан Ћорковић         | Страхиња Илић             |
| Дејан Јелача           | Деки                      |
| Драгољуб Љубичић Мићко | Момчило Протић            |
| Ивана Михић            | Љубица Протић             |
| Жељко Митровић         | Ненад Милић ПАША          |
| Стеван Гардиновачки    | Сава Терзић               |
| Биљана Лукић           | Бојана                    |
| Небојша Дугалић        | Професор Марко Арсић      |
| Кристина Раденковић    | Професорка Миљана Цветић  |
| Срђан Ивановић         | школски полицајац Милкан  |
| Радослав Миленковић    | Професор Велисављевић     |
| Горица Поповић         | Професорка Радмила Кијача |
| Весна Станковић        | Директорка                |
| Ксенија Зеленовић      | Зорица Станковић          |